# Androy
Androy è una città e comune del Madagascar situata nel distretto di Lalangina, regione di Haute Matsiatra. 
La popolazione del comune rilevata nel censimento 2001 era pari a 9 121 unità.